# Marcel Meys (peintre)
Pour les articles homonymes, voir Meys.
Ne doit pas être confondu avec Marcel Meys.
Marcel Meys est un peintre et photographe français né à Boulogne-sur-Mer le 16 février 1886 et mort à Versailles le 21 novembre 1972.

## Biographie

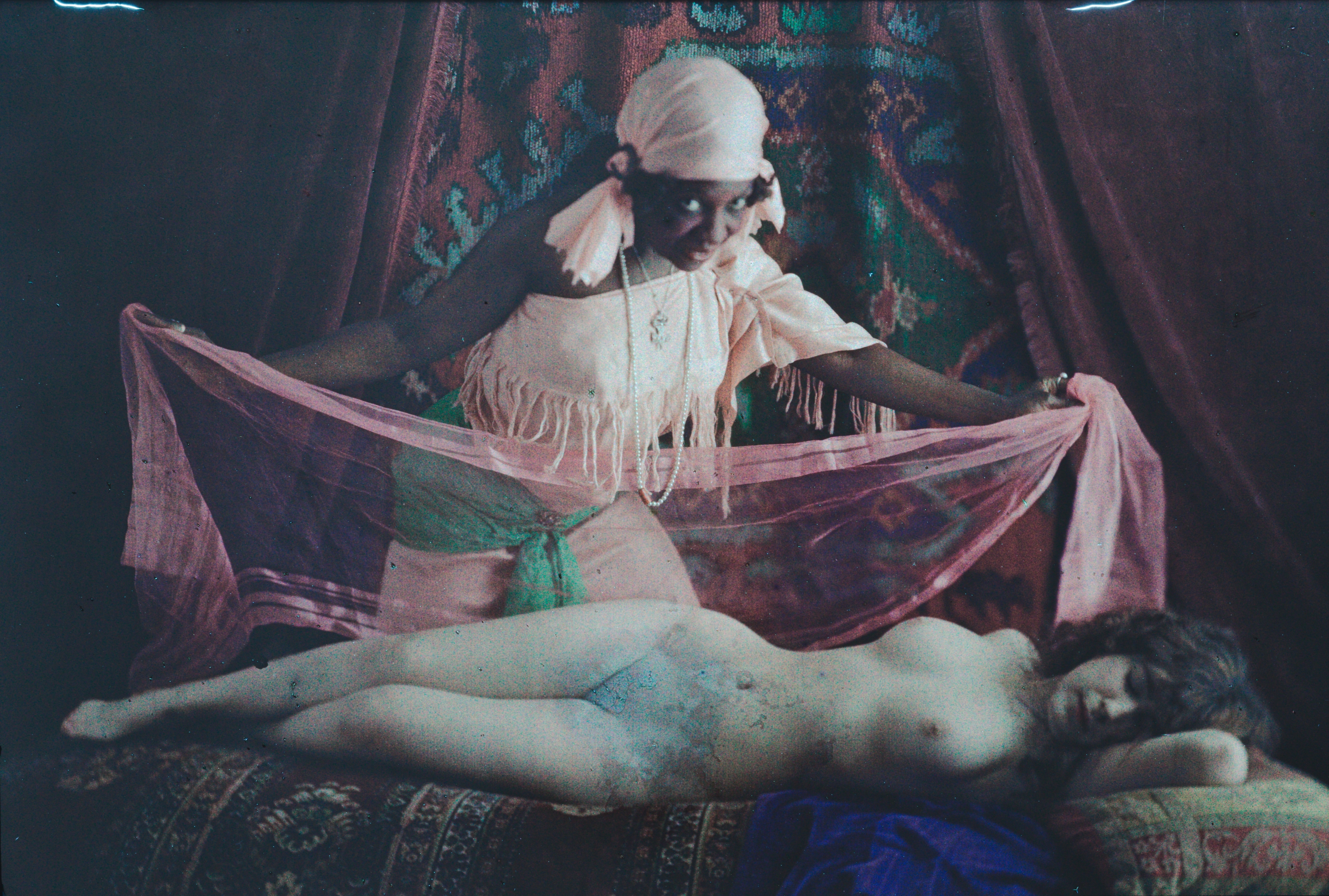
Reclining Nude with Slave, Autochrome, 1910. Cleveland Museum of Art.

Il est le fils de Maurice Meys né en 1852, et neveu de Marcel Paul Meys né en 1859, ce dernier peintre également qui fit ses études dans les ateliers de Jules-Élie Delaunay, Pierre Puvis de Chavannes et Gustave Moreau. Cet oncle a présenté le tableau intitulé Néréis au Salon de 1882. Il fut primé et permit à l’artiste de remporter une bourse de voyage de 4 000 francs afin de se rendre dans une ville italienne de son choix.
S'il a débuté comme peintre comme son oncle, il est surtout connu pour ses photographies de nus, auxquelles il se consacre presque exclusivement début XXe siècle, d'abord en autochrome, et aussi ensuite et surtout, en stéréoscopie, cette dernière production allant de 1934 à début 1960.
Il aurait utilisé une chambre stéréoscopique « jumelle Bellieni » avec laquelle il a fait 6 000 études de nus, jusqu'en 1964, date de la vente de l'appareil.
Il a publié quelques livres de photographies 3D en anaglyphes dont le plus connu (quoique non signé) est Nus académiques dans la nature s.d. (1935 ?), coll. « en relief par les anaglyphes », éd. En anaglyphes, rue Tournefort.
Il est aussi l'auteur des photos d'un recueil intitulé Plein Air en 1931, aux Éditions de Paris (avec 32 planches de 37 photos).
Il donne une conférence au Photo-club rouennais à Rouen le 21 octobre 1933.